# Use Your Illusion II
Use Your Illusion II é o quarto álbum de estúdio da banda americana de hard rock Guns N' Roses, lançado em 17 de setembro de 1991, simultaneamente com Use Your Illusion I. 
Use Your Illusion II é o mais popular dos dois lançamentos. Foi o último álbum a contar com o guitarrista base Izzy Stradlin e também o último a contar com a participação do baterista Steven Adler. 
Use Your Illusion II vendeu até hoje cerca de 19 milhões de cópias.

## Estilo
O álbum possui músicas pesadas, como "You Could Be Mine" e "Shotgun Blues", passando por músicas de protesto como "Civil War" e também contendo baladas como "Knocking On Heaven's Door" (Bob Dylan) e "So Fine". E músicas longas como "Estranged" e "Locomotive". O videoclipe de "Estranged" custou à banda cerca de 4 milhões de dólares.
Os álbuns Use Your Illusion também demonstram muitas semelhanças. Por exemplo, ambos possuem a balada "Don't Cry", em versões diferentes. Ambos também possuem uma canção cover: "Live and Let Die" de Paul McCartney (Use Your Illusion I) e "Knocking On Heaven's Door" de Bob Dylan (Use Your Illusion II). Os dois álbuns também possuem pelo menos uma canção cantada por outro membro da banda: "So Fine" é cantada pelo baixista Duff McKagan e "Dust N' Bones", "You Ain't The First", "Double Talkin' Jive" e "14 Years" são cantadas por Izzy Stradlin. Além de a maioria das canções serem tão antigas quanto as do primeiro álbum da banda.

## Capa
A capa de Use Your Illusion II é semelhante à de Use Your Illusion I, sendo diferente apenas a cor azul no lugar da amarela. Ambas as capas são baseadas em um detalhe da tela do artista renascentista Rafael "A Escola de Atenas" e foram confeccionadas pelo artista estoniano-americano Mark Costabi.

## Estreia
Use Your Illusion II teve uma ótima estreia, alcançando o primeiro lugar na Billboard 200 por duas semanas consecutivas. Use Your Illusion I veio logo atrás, em segundo lugar.

## Faixas
Todas as faixas escritas por Guns N' Roses, exceto onde indicado.
| N.º            | Título                          | Compositor(es)                                       | Duração |  |
| 1.             | "Civil War"                     |                                                      | 7:36    |  |
| 2.             | "14 Years"                      |                                                      | 4:17    |  |
| 3.             | "Yesterdays"                    | Guns N' Roses, West Arkeen, Del James, Billy McCloud | 3:13    |  |
| 4.             | "Knockin' on Heaven's Door"     | Bob Dylan                                            | 5:36    |  |
| 5.             | "Get in the Ring"               |                                                      | 5:41    |  |
| 6.             | "Shotgun Blues"                 |                                                      | 3:23    |  |
| 7.             | "Breakdown"                     |                                                      | 6:58    |  |
| 8.             | "Pretty Tied Up"                |                                                      | 4:46    |  |
| 9.             | "Locomotive"                    |                                                      | 8:42    |  |
| 10.            | "So Fine"                       |                                                      | 4:09    |  |
| 11.            | "Estranged"                     |                                                      | 9:24    |  |
| 12.            | "You Could Be Mine"             |                                                      | 5:48    |  |
| 13.            | "Don't Cry" (letra alternativa) |                                                      | 4:42    |  |
| 14.            | "My World"                      |                                                      | 1:24    |  |
| Duração total: | Duração total:                  | Duração total:                                       | 75:58   |  |

## Créditos
Guns N' Roses
- W. Axl Rose - vocais, piano, guitarra rítmica em "Shotgun Blues", sintetizador e caixa de ritmos em "My World"
- Slash - guitarra solo, guitarra acústica em "Civil War", banjo em "Breakdown"
- Izzy Stradlin - guitarra rítmica, backing vocals, vocais em "14 Years", guitarra acústica em "Breakdown", sitar em "Pretty Tied Up"
- Duff McKagan - baixo, backing vocals, vocais em "So Fine", percussão em "Locomotive"
- Matt Sorum - bateria, backing vocals, percussão
- Dizzy Reed - teclados, piano, backing vocals, orgão em "Yesterdays"

Músicos adicionais
- Steven Adler - bateria em "Civil War" - Steven Adler gravou apenas a Civil War neste álbum, pois após a gravação da música foi demitido (Ver: Civil War)
- Johann Langlie - bateria, teclados e efeitos sonoros em "My World"
- The Water - backing vocals em "Knockin' on Heaven's Door"
- Howard Teman - piano em "So Fine"
- Shannon Hoon - backing vocals em "Don't Cry"